# Charles «Tex» Watson
Charles Denton «Tex» Watson (Dallas, 2 de desembre de 1945) és un assassí convicte i antic membre de la família Manson. Va ser condemnat per les morts en el Cas Tate i en el cas LaBianca.

## Infància
En els seus primers anys de vida, Tex Watson era l'oposat de qualsevol seguidor de Manson. Fou una estrella de futbol americà a l'institut i un estudiant molt popular. La seva rebel·lia el va portar a Califòrnia i al ranxo de la família Manson.

### El Cas Tate
La nit del 9 d'agost de 1969, Manson va enviar a 4 membres de la familia Patricia Krenwinkel, Susan Atkins, Linda Kasabian i al mateix Watson. Tots ells anaren a l'antiga residència del productor musical Terry Melcher i assassinaren a tothom qui era a la casa. Als voltants de mitjanit, els 4 membres arribaren al jardí de la casa del director de cinema Roman Polanski i de la seva dona Sharon Tate. Abans d'entrar a la casa, els membres de la familia assassinaren a Steven Parent un jove de 18 anys amic del jardiner de Tate, que estava deixant la finca quan fou atacat i mort pels assassins.
Un cop dins la casa i sense Linda Kasabian, preguntaren qui tenia diners, i després de respondre afirmativament, Abigail Folger, amiga de Tate fou portada a l'habitació perquè buidés el seu moneder. Posteriorment, tornaren tots al menjador, on augmentà l'agressivitat per part dels membres de la familia. En un moment donat, Jay Sebring que era amic de Sharon Tate intentà defensar-la, el qual va suposar que Watson li disparés i colpejés a la cara diferents vegades. Wojciech Frykowski i Abigail Folger aconseguiren fugir fins al jardí de la casa, on foren atrapats pels seus atacants. Wojciech Frykowski va rebre 51 punyalades i dos trets, mentre que Abigail Folger va rebre 28 punyalades per part de Watson i Patricia Krenwinkel.

### El cas LaBianca
La nit del 10 d'agost de 1969, tan sols una nit després de la mort de Tate i els seus amics, els membres de la família tornarien a actuar al barri de Los Angeles conegut com Los Feliz. En aquest cas, el propietari d'un supermercat Leno LaBianca i la seva dona Rosemary foren assassinats a casa seva per membres de la família Patricia Krenwinkel, Susan Atkins, Leslie Van Houten i el mateix Watson. Sembla que en aquest cas Manson va romandre a la casa tot just abans dels assassinats i calmaria a les víctimes assegurant que si cooperaven no els passaria res. Al deixar la casa ordenaria als altres que s'ensenyessin amb les víctimes.

## Sentència
El 21 d'octubre de 1971, després d'endarrerir el judici amb problemes per l'extradició, Watson fou condemnat a mort pels crims de Tate i LaBianca. La decisió del tribunal superior de Califòrnia d'anul·lar la pena capital i commutar les penes per cadena perpètua van evitar que Watson morís a la cambra de gas. En l'actualitat es troba en presó després que se li hagi denegat la llibertat condicional en 13 ocasions.
Com li ha passat a Susan Atkins, Watson ha patit una transformació religiosa a la presó, s'ha penedit dels crims i ha demanat perdó als familiars de les víctimes, així com ha començat a predicar el cristianisme. A la presó es va casar i té 4 fills fecundats en les visites conjugals. Posteriorment, aquestes visites foren cancel·lades gràcies a la pressió que va fer el grup en favor dels drets dels presos que presidia la mare de Sharon Tate.
Una mostra dels seus dies a la família Manson publicada en diferents llibres, es troba plasmada a la cançó The beatiful people del grup Marilyn Manson.